# Clanwilliam (Afrique du Sud)
Pour les articles homonymes, voir Clanwilliam.
Clanwilliam est une ville située dans la province du Cap-Occidental, en Afrique du Sud, à environ 200 kilomètres au nord de Cap.
Elle est le siège de la municipalité locale de Cederberg. 

## Démographie
En 2011, Clanwilliam avait une population de 7674 habitants.